# Ateleute nigriventris
Ateleute nigriventris är en stekelart som först beskrevs av André Seyrig 1952.  Ateleute nigriventris ingår i släktet Ateleute och familjen brokparasitsteklar. Inga underarter finns listade.